# 유럽 천문학회
유럽 천문학회(European Astronomical Society, EAS)는 1990년 유럽의 천문학 발전에 기여 및 촉진하고 유럽 수준의 천문학 문제를 다루는 단체로 스위스 민법에 따라 설립된 학회이다. 개별 전문 천문학자의 학회이며 모든 유럽 천문학자는 작업 분야, 작업 또는 출신 국가와 관계없이 회원이 될 수 있다. 이 학회는 유럽의 천문학적 발전의 모든 측면에 대한 토론을 위한 포럼을 제공하고 유럽 전역의 발전에 대한 논의를 통하여 천문학자들의 이익을 대변하는 기구이다.
마틴 베이스(Maarten Baes, 벨기에)가 《유럽 천문학회 뉴스레터》의 편집자이다.

## 회장
유럽 천문학회 회장은 유럽 천문학회 관리 위원회의 의장을 맡고 유럽 천문 커뮤니티를 대신하여 전 세계 국가의 유사한 학회 및 국제 천문연맹과 연락을 취한다. 유럽 천문학회 회장직을 맡은 최초의 사람은 EAS 창립부터 1994년까지 역임한 Lodewijk Woltjer이다. 회장의 임기는 학회 운영 위원회의 다른 직책과 동일하게 4년이며 임기 중 최종 EAS 연례 회의가 종료되면 현직에서 다음 회장으로 이전된다. 티에리 쿠르부와지에르(Thierry Courvoisier)와 로저 데이비스(Roger Davies, 옥스퍼드 대학교 )는 두 번째 임기을 위하여 재선된 유일한 회장이다.
현재 회장은 2017년에 취임한 로저 데이비스이다.
| #  | 사진 | 성명                   | 시작 연도      | 종료 연도      | 비고 | 출처              |
| -- | ---- | ---------------------- | -------------- | -------------- | ---- | ----------------- |
| 01 |      | Lodewijk Woltjer       | 1990           | 21 August 1993 |      | [ 1 ]             |
| 02 |      | Paul Murdin            | 21 August 1993 | 5 July 1997    |      | [ 1 ] [ 2 ] [ 3 ] |
| 03 |      | Jean-Paul Zahn         | 5 July 1997    | 2001           |      | [ 2 ] [ 3 ]       |
| 04 |      | Harvey Raymond Butcher | 2001           | 2006           |      |                   |
| 05 |      | Joachim Krautter       | 2006           | 2010           |      |                   |
| 06 |      | Thierry Courvoisier    | 2010           | 2017           |      |                   |
| 07 |      | 로저 데이비스          | 2017           | 2026           |      | [ 4 ] [ 5 ]       |

## 학회에서 수여하는 상
유럽 천문학회에서는 매년 또는 격년으로 여러가지 상을 수여한다.
| 설립 연도 | 상                                     | 상                                     | 수상 목적                                                                            | 비고                                                                     |
| --------- | -------------------------------------- | -------------------------------------- | ------------------------------------------------------------------------------------ | ------------------------------------------------------------------------ |
| 2008년    | 티코 브라헤 상                         | 티코 브라헤 상                         | 유럽 도구의 개발 또는 활용 또는 이러한 도구를 기반으로 한 주요 발견에 대해 수여한다. | 영향력 있는 16세기 덴마크 천문학자 튀코 브라헤의 이름을 따서 명명되었다. |
| 2010년    | Lodewijk Woltjer 강의                  | Lodewijk Woltjer 강의                  | 과학적 탁월성 가진 천문학자들의 명예를 높이기 위한 상이다.                           | 유럽 천문학회 초대 회장인 Lodewijk Woltjer의 이름을 따서 명명되었다.     |
| 2013년    | MERAC 상                               | 이론 천체물리학 부문                   | 최고의 신규 연구원(홀수 해) 및 최고의 박사 학위논문 (짝수 해)에게 수여한다.          |                                                                          |
| 2013년    | MERAC 상                               | 관측 천체물리학 부문                   | 최고의 신규 연구원(홀수 해) 및 최고의 박사 학위논문 (짝수 해)에게 수여한다.          |                                                                          |
| 2013년    | MERAC 상                               | 신기술(기기/전산) 부문                 | 최고의 신규 연구원(홀수 해) 및 최고의 박사 학위논문 (짝수 해)에게 수여한다.          |                                                                          |
| 2020년    | 프리츠 츠비키 천체 물리학 및 우주론 상 | 프리츠 츠비키 천체 물리학 및 우주론 상 | 천체물리학 및 우주론과 관련하여 기초적이고 뛰어난 성과를 얻은 사람에게 수여한다.     | 프리츠 츠비키 재단을 대신하여 2년마다 수여한다.                          |

## 같이 보기
- 천문학회 목록